# Adetus pacaruaia
Adetus pacaruaia là một loài bọ cánh cứng trong họ Cerambycidae.